# /boot/
In Linux e in altri sistemi operativi Unix-like, la directory /boot/ contiene i file utilizzati per il boot del sistema operativo. L'utilizzo è standardizzato nel Filesystem Hierarchy Standard.

## Contenuti
I contenuti sono principalmente file del kernel Linux o file del boot loader, a seconda di quest'ultimo, più comunemente (su Linux) LILO o GRUB.

### Linux
- vmlinux – il kernel Linux[2]
- initrd.img – un file system temporaneo, usato prima di caricare il kernel[3]
- System.map – una tabella di ricerca dei simboli[4]

### LILO
LILO crea e utilizza i seguenti file:
- map – un file chiave, che registra dove sono memorizzati i file necessari a LILO durante l'avvio. Dopo gli aggiornamenti del kernel, questo file deve essere rigenerato eseguendo il "map installer", che è /sbin/lilo altrimenti il sistema non si avvia.
- boot.xxyy – questi file da 512 byte sono backup dei boot sector, il master boot record (MBR) o il volume boot record (VBR), creati quando LILO sovrascrive un boot sector. xx e yy sono i numeri dispositivo principali e secondari in esadecimale[5]; per esempio, l'unità sda ha i numeri 8, 0, quindi viene eseguito il backup del suo MBR su boot.0800 mentre la partizione sda3 ha i numeri 8, 3, quindi viene eseguito il backup del suo VBR su boot.0803.

LILO può anche utilizzare altri file, come message e memorizza anche un file di configurazione non-boot in /etc/lilo.conf.

### GRUB
GRUB memorizza i suoi file nella sottodirectory grub/ (cioè /boot/grub/). Questi file sono principalmente moduli (.mod), con la configurazione memorizzata in grub.cfg.

## Locazione
/boot/ è spesso semplicemente una directory sulla principale (o unica) partizione del disco rigido, anche se c'è la possibilità che possa essere una partizione dedicata. Una partizione separata è di solito usata solo quando i bootloader non sono capaci di leggere il filesystem principale (per es. SILO non riconosce XFS) o altri problemi non facilmente risolubili dagli utenti.